# メナヘム (ガリラヤ)
メナヘム（ギリシア語: Μανάημός、英語: Manahem、Menahem、 ？ - 66年）は1世紀に活動した熱心党の一分派・シカリ派のリーダー、偽メシア。名はマナヘム、マナエモス、メナヘム・ベン・ユダ（ユダの息子メナヘム）とも。ガリラヤ出身で、祖父はヒゼキア（エゼキアス）、父にユダ（ユダス）、兄弟にヤコブとシモン、親族にヤーイル（ヤエイロス）とその息子エレアザルがいる。

## 来歴

### 生い立ち
紀元1世紀のパレスチナは、ヘロデ大王の死後しばらくしてローマの属州に成り下がり、派遣されたユダヤ総督の度重なる失政から野盗や民衆の扇動者、熱心党の抵抗運動などが活発化した。メナヘムの親族は、祖父はヘロデ大王に処刑され、父はガリラヤで民衆を扇動、兄弟は十字架に掛けられるなど反体制派であった。メナヘムも同様にローマの支配への反抗活動を行い、「シカリ派」と呼ばれるいわゆる暗殺テロ組織を率いた。（シカリ派、シカリイあるいはシカリオイ。呼び名は「短剣を持った人々」という意味で「シーカ」と呼ばれる短剣を隠し持って暗殺を繰り返したことに由来する。武器の大きさはペルシア人の使うアキナケスほどで刃は湾曲していた。彼らは祭りの最中に群衆にまぎれて短剣で標的を暗殺し、相手が倒れると、再び群衆の中に紛れて暗殺を憤慨する一人になりすました。）

### シカリ派の暗躍
A.D.56年（ユダヤ総督アントニウス･フェリクスが統治）、シカリ派は最初の暗殺標的を大祭司ヨナタンに定めると、白昼に襲撃し姿を群衆の中に隠した。『ユダヤ古代誌』によると、ヨナタン暗殺は当時の彼と不和にあった総督フェリクスがヨナタンの友人ドラスに暗殺の仲介を依頼し、シカリ派が実行犯となったという。それ以降、連日多くの者が殺されたが誰も犯人を捕らえられず、エルサレムの住民は恐怖と疑心暗鬼に陥り、近づいてくる者は友人さえも警戒する有様だった。しかしそうした警戒も裏腹に暗殺は繰り返された。彼らは敵対者を殺したりその村々を略奪して火を放ったりする一方で、金銭による暗殺も請け負っていた。

### 第1次ユダヤ戦争

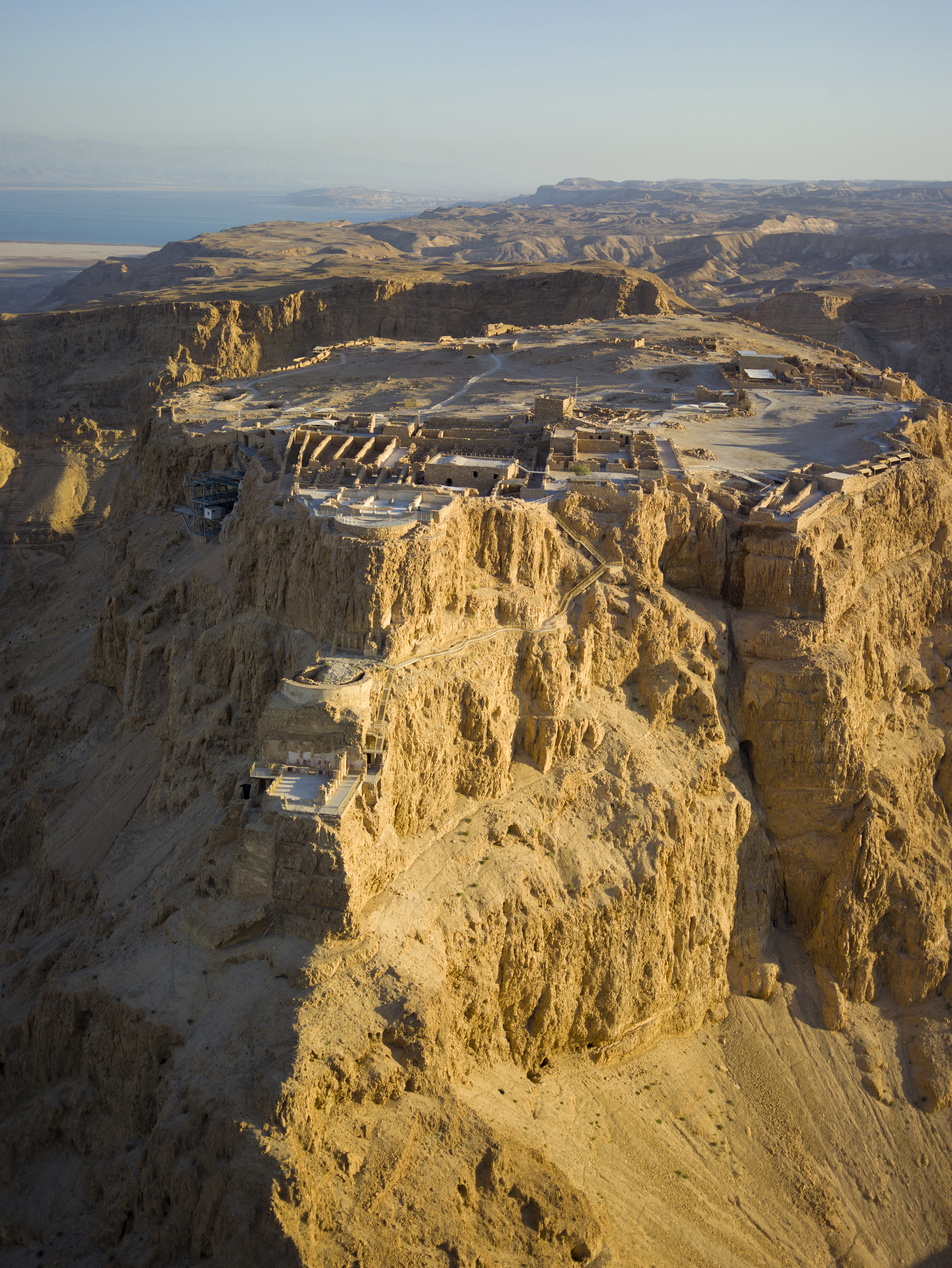
マサダ要塞

10年後のA.D.66年、ユダヤは二年前に赴任したユダヤ総督ゲッシオス・フロロスによる略奪や虐殺行為により、ローマとユダヤ市民との間に大きな不和が起こり戦争一歩手前の緊迫した状況にあった。ユダヤの北方を治めていたヘロデ大王の子孫・アグリッパ2世が戦争を回避しようとエルサレムに来て、その説得で民衆も半ば沈静化したが、フロロスの後任が来るまで彼に従うよう言ったことが切っ掛けで都から追い返されてしまう。大祭司アナニアスの子で神殿警護長のエレアザル（エレアザロス）も同調し、ローマ人や皇帝の為の犠牲の儀式を中断させた。こうしたことから8月頃のエルサレムでは親ローマ派と叛徒との間で内戦が勃発する。叛徒はシカリ派を仲間に加え親ローマ派を追い出すと大祭司の家や王宮、借金の証文保管所などに火を放った。町の有力者や大祭司、ローマ兵やアグリッパ2世が派遣した兵士らはヘロデの宮殿に逃げ込んだため、8月15日に叛徒は攻囲を始め戦闘は昼夜問わず続いた。
同じ頃、メナヘムは死海の西端に位置するマサダ要塞を襲撃し、奇策を使ってローマの守備兵を殺してその地を占拠した。そこでヘロデ大王の武器庫を開くと、同郷の者や他の叛徒に武器を配って完全武装させた。そうしてメナヘムはこれらの者を護衛にしてエルサレムに向い、反乱の指導者となって宮殿の包囲を指揮した。包囲軍は攻城兵器がなかったため、地下通路を掘って宮殿の塔を崩したが、事前に察知されて内側に新たな壁を築かれてしまう。一方で中の者たちはメナヘムらに外への脱出を求めると、王の兵士らとエルサレムの住人にのみ許可してローマ兵は中に取り残された。ローマ兵たちは和睦を屈辱として陥落間近の拠点を棄ててヒッピコス、ファサエロス、マリアムメと呼ばれる塔に逃げ込んだ。メナヘムらは兵士が棄てた陣地を襲撃し、逃げ遅れた者を殺して物資を奪うと火を放った。

### 最期
翌日、叛徒らはローマ兵の籠った塔を厳重に包囲した。一方でネデバイオスの子の大祭司アナニヤ（アナニアス）が王宮の庭に潜伏していたところを発見したため、兄弟のエゼキアスと共に処刑した。メナヘムは王宮の要所の制圧とアナニヤの処刑によって増長して残忍になり、紫の王衣で正装すると、武装した信奉者を随伴させて堂々と神殿に上がった（これは自らがユダヤの王つまりメシアであるという宣言に等しい）。こうした行いは叛徒のリーダーの一人、神殿警護長エレアザルの一派と対立を招いた。エレアザルとその一派が神殿のいるメナヘムを襲撃すると、反乱の終結を期待した市民らも加わって攻撃したため、少しの抵抗の後にメナヘムらは逃走した。彼らは捕らえたシカリ派を処刑したが、若干名は生き延びて密かにマサダ要塞に逃げ込んだ。
メナヘムはオフラスと呼ばれる神殿南東の丘に隠れ潜んだが、生け捕りにされて、あらゆる拷問を加えられた後に殺害された。彼の部下のアプサロモスらも同様の最期を迎えた。